# Rogério Conceição do Rosário
Rogério Conceição do Rosário (Cairu, Brasil, 1 de febrero de 1991) es un futbolista brasilero que juega de delantero. Actualmente milita en el Pendikspor de la Superliga de Turquía.

## Clubes
| Club                      | País    | Año         | PJ | Goles |
| ------------------------- | ------- | ----------- | -- | ----- |
| CA Paranaense             | Brasil  | 2012 - 2014 |    |       |
| Novo Hamburgo (cedido)    | Brasil  | 2012        | 5  | 0     |
| Chapecoense (cedido)      | Brasil  | 2012        | 8  | 1     |
| Bahia (cedido)            | Brasil  | 2013        | 3  | 0     |
| Aris Limassol (cedido)    | Chipre  | 2013 - 2014 | 31 | 15    |
| Monte Azul                | Brasil  | 2014 - 2019 |    |       |
| Apollon Limassol (cedido) | Chipre  | 2014 - 2016 | 43 | 6     |
| AO Kerkyra (cedido)       | Grecia  | 2016 - 2019 | 28 | 7     |
| Lamia FC                  | Grecia  | 2019 - 2020 |    |       |
| Konyaspor                 | Turquía | 2020        |    |       |
| Tuzlaspor                 | Turquía | 2020 - 2021 |    |       |
| Ionikos de Nicea          | Grecia  | 2021 - 2022 |    |       |
| Pendikspor                | Grecia  | 2022 - Act. |    |       |